# Bis (banda)
Bis son una banda de pop indie, formada en Glasgow, Escocia, Reino Unido, compuesta por Steven Clark (Sci-fi Steven), John Clark (John Disco), y Amanda MacKinnon (Manda Rin). El nombre de la banda, que riman con "This",  proviene de "Black Iron Skyline", una letra de la canción "Twilight of a Champion" de The The. Formada en 1994, la banda se separó en 2003, pero tuvo un breve regreso en 2007 para una serie de conciertos. Esta banda es especialmente conocida por interpretar la canción de los créditos finales de la serie The Powerpuff Girls.

## Biografía
Los tres músicos formaron a Bis en 1994, cuando Rin y Disco estaban en la escuela secundaria y Steven recientemente había terminado allí. Un año más tarde, aparecieron en el programa televisivo de la BBC Top of the Pops realizando la canción "Kandy Pop", de su EP Secret Vampire Soundtrack antes de su lanzamiento. Bis lanzó una serie de EPs, tres de los cuales entraron en el UK Singles Chart. A finales de 1990 "Eurodisco", de su álbum Social Dancing, se convirtió en un éxito menor de la banda en Australia, así como el Reino Unido.
Las liberaciones tempranas del grupo estaban a cargo de la etiqueta Chemikal Underground de Glasgow. En los Estados Unidos, sus registros aparecieron en el sello underground K Records y en la etiqueta Grand Royal de The Beastie Boys. Viajaron extensivamente tanto en el Reino Unido como en el extranjero. El grupo se hizo un favorito de tales como Blur, John Peel y Green Day, a pesar de una revisión particularmente hostil de Steven Wells en el New Musical Express titulado "El Hundimiento de la Bis-alondra". Los Estados Unidos encontró por primera vez la banda durante los créditos finales de la serie animada The Powerpuff Girls. Su canción "Detour" también recibió apoyo radial en Estados Unidos. Disfrutaron de un periodo de éxito en Japón, vendiendo casi 100.000 copias de su álbum debut en su primera semana de lanzamiento, pero sus lanzamientos futuros no han podido ser tan exitosos.
La banda se separó en 2003, después de tocar un show de despedida en el King Tut's Wah Wah Hut. Todo se mantuvo activo en la escena musical local. Steven y John Disco tocaron en Dirty Hospital y Rin actuaba como DJ. Rin también estando en una banda llamada The Kitchen, mientras que Disco se unió a la banda de ska, The Amphetameanies, que incluía a miembros de Belle & Sebastian y Pink Kross. En 2005, anunciaron en la web oficial de Bis que juntos habían formado una nueva banda, llamada Data Panik con Stuart Memo en el bajo y el baterista Graham Christie. Sin embargo, después de lanzar dos sencillos de siete pulgadas (7"), la banda se separó.
A partir de 2006 Rin estaba trabajando en material solista. En 2007 ella se asoció con el equipo escocés de electro-pop, Juno!, y ha colaborado en su forma independiente lanzado los sencillos "Smoke & Mirrors" y "These Boys Are Athletes", así como apariciones regulares en vivo con la banda, más recientemente en el Festival de Rock Ness 2008. 
Para celebrar el 10º aniversario del lanzamiento de su álbum debut The New Transistor Heroes, Bis se reunió en abril de 2007 para tres espectáculos en Glasgow, Manchester y Londres. Una recopilación de grandes éxitos titulada We Are Bis from Glasgow, Scotland fue lanzada en disco compacto para que coincida con estos espectáculos.
En agosto de 2008, Rin lanzó el sencillo solista "ADN", que siguió para arriba con el lanzamiento de su álbum debut, My DNA en septiembre de 2008. Más recientemente, la cantante Manda Rin proporcionó las ilustraciones para un juego de iPhone llamado All Fridges Are Psychotic. También ha realizado dos apariciones en el programa de concurso de música de la BBC Never Mind the Buzzcocks (el 18 de noviembre de 2010 y el 19 de enero de 2011). Ella también se unió a Hyperbubble en una pista para su álbum de 2011 Drastic Cinematic.
En noviembre de 2009, Rin anunció que reformaría la banda para tocar en el Festival de Primavera en mayo de 2010. En febrero de 2014, la banda anunció que liberaría su cuarto álbum, data Panik etcetera, el 15 de mayo en Rough Trade Records. El álbum se puso a disposición para streaming en NME el 28 de abril.

## Discografía

### Álbumes de estudio
| Año  | Álbum                                                                         | Posición en las listas | Posición en las listas |
| Año  | Álbum                                                                         | UK                     | JP                     |
| ---- | ----------------------------------------------------------------------------- | ---------------------- | ---------------------- |
| 1997 | The New Transistor Heroes - Sellos: Wiiija, Grand Royal/Capitol, Tristar/Sony | 55                     | 19                     |
| 1999 | Social Dancing - Sellos: Wiiija, Grand Royal/Capitol, V2                      | 161                    | 60                     |
| 2001 | Return to Central - Sellos: spinART, Apex, Tilt                               | –                      | –                      |
| 2014 | data Panik etcetera - Sellos: Do Yourself In                                  | –                      | –                      |

### Álbumes en vivo
- Play Some Real Songs: A Bis Live CD (2001, solo vendido en el sitio web de Bis)

### Álbumes recopilatorios
- Icky-Poo Air Raid (1997, Rock)
- Intendo (1998, Grand Royal)
- I Love Bis (2001, Micro Inc.)
- Plastique Nouveau (2002, spinART)
- We Are Bis from Glasgow, Scotland (2007, Cherry Red)

### EPs
- Transmissions on the Teen-C Tip! (1995, Acuarela)
- Disco Nation 45 (1995, Chemikal Underground)
- The Secret Vampire Soundtrack (1996, Chemikal Underground) UK N.º 25[1]
- Bis vs. the D.I.Y. Corps (1996, teen-c recordings) UK n.º 45[1]
- Atom-Powered Action! (1996, Wiiija) UK n.º 54[1]
- This Is Teen-C Power! (1996, Grand Royal)
- Techno Disco Lovers (1998, V2 & PIAS)
- Music for a Stranger World (2000, Wiiija, Lookout! & V2)
- fukd ID No. 5 (2001, Chemikal Underground)
- Fact 2002 (2001, Optimo Singles Club and Other Related Recordings)
- Plastique 33 (2002, spinART)

### Sencillos
- "Sweet Shop Avengerz" (1997, Tristar/Sony) - (1997, Wiiija) UK n.º 46[1]
- "Everybody Thinks That They're Going To Get Theirs" (1997, Wiiija & Shock) - (1997, Tristar/Sony) UK n.º 64[1]
- "Tell It To The Kids" (1997, Sony Japan)
- "Kid Cut (Demo Version)" (1997) (One-sided 7" single given out at gigs in Glasgow and London)
- "Eurodisco" (1998, Wiiija, Grand Royal/Capitol) UK n.º 37,[1] BE n.º 41[3]
- "Action and Drama" (1999, Wiiija, Shock) UK n.º 50[1]
- "Detour" (1999, Wiiija & Grand Royal) UK n.º 84[1]
- "What You're Afraid Of" (2001, spinART)
- "Protection" (2001, Tilt)
- "The End Starts Today" (2002, Artful)
- "Rulers and the States" (2014, Rough Trade)

### Sencillos Splits
- "Trophy Girlfriend" b/w "Keroleen" – Heavenly/Bis split (1996, K)
- "Pop Song" / "Clockwork Punk" b/w "Rococo Neggro" / "Harrap Ageing Fast" – Lugworm/Bis split (1997, Guided Missile)
- "Signal In The Sky (Let's Go)" b/w "The Powerpuff Girls (End Theme)" – Bis/The Apples in Stereo split (2000, Kid Rhino)

### Compilaciones de varios artistas
- Songs About Plucking (1996, Fierce Panda) – "Super James"
- The Smiths Is Dead (1996, Small Records) – "The Boy With A Thorn In His Side"
- Random (1997, Beggar Banquet) – "We Are So Fragile"
- At Home with the Groovebox (2000, Grand Royal) – "Oh My"
- The Powerpuff Girls - Heroes and Villains (2000, Rhino Entertainment) – "Fight the Power" and "The Powerpuff Girls (End Theme)"
- The Powerpuff Girls - The City of Soundsville (2001, Rhino Entertainment) – "Super Secret City of Soundsville Song"
- The Powerpuff Girls - Power Pop (2003, Rhino Entertainment) – "Powerpunk End Theme"

### Videos musicales
- "Kandy Pop" (1996)
- "This Is Fake D.I.Y" (1996)
- "Starbright Boy" (1997)
- "Sweet Shop Avengerz" (1997)
- "Tell it to the Kids" (1997)
- "Everybody Thinks They're Going To Get Theirs" (1997)
- "Eurodisco" (1998)
- "Action and Drama" (1999)
- "Detour" (1999)
- "The End Starts Today (Single Edit)" (2001)